# Марково (Бабаевский сельский округ)
Марково — деревня в Даниловском районе Ярославской области. 
В рамках административно-территориального устройства относится к Бабаевскому сельскому округу Даниловского района, в рамках организации местного самоуправления включается в
состав Дмитриевского сельского поселения.

## География
Находится в северо-восточной части Ярославской области на расстоянии приблизительно 17 км на юг-юго-запад по прямой от железнодорожного вокзала города Данилова, административного центра района.

## История
В 1859 году здесь (деревня Даниловского уезда Ярославской губернии) было учтено 7 дворов, в 1898 — 16.

## Население
| 2007 | 2010 |
| ---- | ---- |
| 0    | ↗1   |

Численность населения: 96 человек (1859 год), 2 (русские 100 %) в 2002 году, 1 в 2010.